# Phodaga marmorata
Phodaga marmorata är en skalbaggsart som först beskrevs av Thomas Casey 1891.  Phodaga marmorata ingår i släktet Phodaga och familjen oljebaggar. Inga underarter finns listade i Catalogue of Life.